# Öhningen
Öhningen is een plaats in de Duitse deelstaat Baden-Württemberg, en maakt deel uit van het Landkreis Konstanz.
Öhningen telt 3.696 inwoners.
Nabij deze plaats werd in 1725 de Homo diluvii testis et theoskopos gevonden. 

## Geboren in Öhningen
- Florian Schneider-Esleben (1947–2020), muzikant en lid van Kraftwerk

Aach · Allensbach · Bodman-Ludwigshafen · Büsingen · Eigeltingen · Engen · Gaienhofen · Gailingen am Hochrhein · Gottmadingen · Hilzingen · Hohenfels · Konstanz · Moos · Mühlhausen-Ehingen · Mühlingen · Öhningen · Orsingen-Nenzingen · Radolfzell am Bodensee · Reichenau · Rielasingen-Worblingen · Singen · Steißlingen · Stockach · Tengen · Volkertshausen